# 尼古拉·布拉日奇科
尼古拉·布拉日奇科（1977年9月13日—），克罗地亚男子手球运动员。他曾代表克罗地亚国家队参加突尼斯举办的2005年世界男子手球锦标赛，获得亚军。